# Anna Perlińska
Anna Perlińska (ur. 11 listopada 1921 w Bydgoszczy, zm. 28 listopada 2005 w Bydgoszczy) – polska archiwistka, dyrektor Archiwum Państwowego w Bydgoszczy.

## Życiorys
Urodziła się 11 listopada 1921 roku, jako córka Feliksa Sarnowskiego i Józefy z Dymińskich, reemigrantów, którzy w 1920 roku osiedlili się w Bydgoszczy. W 1939 roku ukończyła I klasę licealną w Prywatnym Gimnazjum i Liceum Żeńskim im. Marii Curie-Skłodowskiej. W 1945 roku zdała egzamin dojrzałości.
W latach 1947–1948 była nauczycielką w szkole podstawowej nr 1 w Bydgoszczy. W 1949 roku ukończyła studia na Uniwersytecie Mikołaja Kopernika w Toruniu. W 1949 roku rozpoczęła pracę jako asystent w Wojewódzkim Archiwum Państwowym w Bydgoszczy. W 1964 roku obroniła pracę doktorską na temat działalności Komunistycznej Partii Polski pod kierunkiem prof. dra W. Łukaszewicza. Od 1965 roku działała w Stowarzyszeniu Archiwistów Polskich. W latach 1980–1982 była dyrektorem Archiwum Państwowego w Bydgoszczy. Zmarła 28 listopada 2005 roku.

## Publikacje
- Działalność Komunistycznej Partii Polski na terenie województwa pomorskiego w latach 1918-1939, Bydgoszcz 1959
- Informator o grobach żołnierzy radzieckich w woj. bydgoskim.
- Więzienie na Wałach Jagiellońskich. Szkice z lat 1939-1956, Bydgoszcz 1996.
- Ciężkie więzienie karne w Koronowie w latach 1939-1945, Bydgoszcz 1997.